# Lista de organizações céticas
Esta é uma lista de organizações que promovem o ceticismo científico.
- Australian Skeptics
- Bihar Buddhiwadi Samaj
- CASS - Committee for the Advancement of Scientific Skepticism (CFI Canada)
- Center for Inquiry
- CICAP (Comitato Italiano per il Controllo delle Affermazioni sul Paranormale) (Itália)
- COMCEPT - Comunidade Céptica Portuguesa
- Comitê para a Investigação Cética (Nova York)
- Conselho Europeu de Organizações Céticas (Roßdorf)
- Dakshina Kannada Rationalist Association (India)
- Dravidar Kazhagam
- Federation of Indian Rationalist Associations (India)
- Föreningen Vetenskap och Folkbildning (Suécia)
- Freedom From Religion Foundation (EUA)
- Independent Investigations Group (IIG)
- Indian Rationalist Association
- Irish Skeptics Society
- James Randi Educational Foundation (JREF)
- Merseyside Skeptics Society
- New England Skeptical Society
- New Zealand Skeptics
- Richard Dawkins Foundation for Reason and Science (RDFRS) (Reino Unido e Estado Unidos)
- Science and Rationalists' Association of India
- Skepsis ry, Associação finlandesa de céticos
- SkeptiCamp
- Sociedade Brasileira de Céticos e Racionalistas
- Universo Racionalista
- Associação Brasileira de Psicologia Baseada em Evidências (ABPBE)